# Rezovačke Krčevine
Rezovačke Krčevine falu Horvátországban Verőce-Drávamente megyében. Közigazgatásilag Verőcéhez tartozik.

## Fekvése
Verőce központjától 4 km-re délre, Nyugat-Szlavóniában, a Bilo-hegység északi völgyében fekszik.

## Története
A település 1921-ben keletkezett, amikor a tengermelléki Krivi Put környékéről erdőirtási munkákra néhány családot telepítettek be. Őket nemsokára újabb, a likai Goszpics vidékéről érkezett családok követték, akik a fa szállításához keskeny nyomtávú erdei vasutat építettek. Több család az itteni birtokos Jankovich családtól vásárolt földet. A falut eredetileg Gornja Dubravának nevezték, majd az erdőirtásról (horvátul krčenja) kapta a mai nevét. A név előtagját a közeli Rezovácról kapta ahova kezdetben a falu népe temetkezett és ahova az itteni gyermekek iskolába jártak. A faluban 1926-ban keresztet állítottak, 1928-ban temetőt létesítettek, majd 1932-ben nagy harangot öntettek, melyet Szent Mihály tiszteletére szenteltek.
A településnek 1931-ben 523 lakosa volt. A II. világháború után a település a szocialista Jugoszláviához tartozott. A helyiek még 1939-ben iskolájuk építéséhez anyagot vásároltak, melyet azonban a háború végén a partizánok elvittek. A kitartó falusiak ezután új építőanyagot szereztek, mellyel 1947-re felépítették iskolájukat. 1960-ban saját erőből megvásároltak egy rossz állapotú házat, melyet kápolnává alakítottak át. A kápolnát Szent Mihály tiszteletére szentelték fel. 1962-ben felépítették a közösségi házat. 1970-ben megkezdődött az utak aszfaltozása. Sípályát építettek, mely amíg telente volt hó a télisportok sok kedvelőjének volt a kirándulóhelye. 1991-ben lakosságának 92%-a horvát nemzetiségű volt. 2011-ben falunak 331 lakosa volt.

## Lakossága
| Lakosság változása | Lakosság változása | Lakosság változása | Lakosság változása | Lakosság változása | Lakosság változása | Lakosság változása | Lakosság változása | Lakosság változása | Lakosság változása | Lakosság változása | Lakosság változása | Lakosság változása | Lakosság változása | Lakosság változása | Lakosság változása |
| ------------------ | ------------------ | ------------------ | ------------------ | ------------------ | ------------------ | ------------------ | ------------------ | ------------------ | ------------------ | ------------------ | ------------------ | ------------------ | ------------------ | ------------------ | ------------------ |
| 1857               | 1869               | 1880               | 1890               | 1900               | 1910               | 1921               | 1931               | 1948               | 1953               | 1961               | 1971               | 1981               | 1991               | 2001               | 2011               |
| 0                  | 0                  | 0                  | 0                  | 0                  | 0                  | 0                  | 523                | 627                | 654                | 653                | 533                | 430                | 398                | 360                | 331                |

## Nevezetességei
Mihály arkangyal tiszteletére szentelt kápolnája 1961-ben épült.

## Oktatás
A falu iskoláját 1947-ben építették.